# Flemming Ostermann
Flemming Gjølbye Ostermann (født 2. juni 1947 i Aarhus) er en dansk bassist, som spiller i en trio, hvor de øvrige medlemmer er Billy Cross og Mik Schack.
Han påbegyndte sin musikalske karriere i 1963 som guitarist i bandet Dandy Swingers, hvor Annisette blev sanger i 1965. Sammen med hende tilsluttede han sig Savage Rose i 1967, men forlod dette band efter udsendelsen af dets første album. Senere spillede han primært basguitar med blandt andre Anne Linnet, Cox Orange, Sylvester & Svalerne, Anne Dorte Michelsen og en række andre, ligesom han har medvirket som studiemusiker på en lang række albums.
Flemming Ostermann er desuden bror til trommeslageren og sangeren Mogens Ostermann og onkel til forsangeren Niels Brandt fra The Minds of 99.